# Adalbus
Adalbus is een kevergeslacht uit de familie van de boktorren (Cerambycidae). De wetenschappelijke naam van het geslacht werd voor het eerst geldig gepubliceerd in 1859 door Fairmaire & Germain.

## Soorten
Adalbus is monotypisch en omvat slechts de volgende soort:
- Adalbus crassicornis Fairmaire & Germain, 1859